# Kirkebygda
Kirkebygda – wieś w gminie Enebakk w okręgu Akershus w Norwegii.